# Osleston
Osleston – przysiółek w Anglii, w Derbyshire. Leży 11,2 km od miasta Derby, 24,5 km od miasta Matlock i 189,2 km od Londynu. Osleston jest wspomniana w Domesday Book (1086) jako Osmund/Oslavestune.